# Hüffert

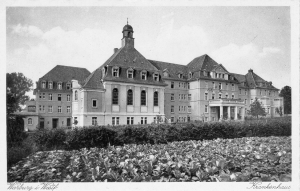
Das an historischer Stelle erbaute, frühere St.-Petri-Hospital (1923–26), Ausgangspunkt einer erneuten Besiedlung der Hüffert im 20. Jahrhundert

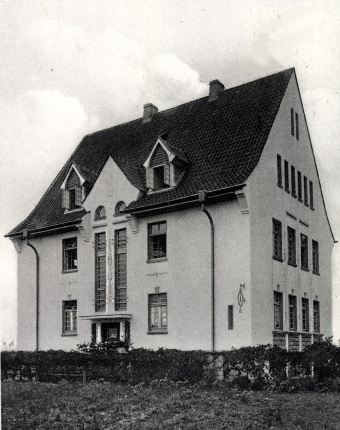
Ehem. Jugendherberge auf der Hüffert (1925)

Hüffert (früher: Huffra, Huffe) ist ein Stadtgebiet der ostwestfälischen Hansestadt Warburg im Kreis Höxter in Nordrhein-Westfalen. In karolingischer Zeit war es Sitz der Urpfarre St. Peter und Sitz eines Gogerichtes.

## Name
Adolf Gottlob erklärte den Namen als Abkürzung für „Huferott“, die gerodete Hufe (= ca. 12 ha). Nikolaus Rodenkirchen führte ihn auf die an eine Hüfte (mittelhochdeutsch huf, Mehrzahl auch hüffen) erinnernde Hügelform zurück.

## Lage und Bedeutung
Das Gebiet befindet sich westlich des historischen Stadtkerns von Warburg. Es umfasst das Hochplateau und die Südhänge eines in das Tal der Diemel vorgeschobenen, 222 m hohen Hügels, der sich ca. 60 m über der Diemel erhebt. Heute ist es ein durch Einfamilienhäuser der 1950er bis 1980er Jahre geprägtes Wohngebiet. Zudem ist es Standort des Klinikums Warburg, des Schulzentrums, des Hüffertgymnasiums, der Berufsschule, der Hüffertkampfbahn und des Waldschwimmbades. Durch Veranstaltungen im Pädagogischen Zentrum, der nahegelegenen Stadthalle und der 2009 profanierten Hüffertkapelle hat sich der Ort seit den 1980er Jahren auch zu einem Kulturzentrum der Region entwickelt.

## Geschichte
Grabungsbefunde belegen eine frühe Besiedlung und die frühere Existenz einer Saalkirche von 17,70 m Länge und 8,30 m Breite aus karolingischer Zeit (9.–10. Jahrhundert) im Bereich eines östlich des Hügelplateaus heute noch stehenden Bittkreuzes. Es wird angenommen, dass es sich hierbei um die 1287 erwähnte Peterskirche handelt. Denn um 1017/18 gab es bereits eine dem Apostel Andreas, dem Bruder des Apostels Petrus, geweihte Andreaskirche, die als Eigenkirche der Burg Graf Dodikos auf dem gegenüberliegenden Wartberg lag. Die Lage auf dem Hügel, die Datierung und das Patrozinium weisen darauf hin, dass hier die Urpfarre der gesamten Region vor der Urbanisierung war. Solche auf Hügeln gelegene Peterskirchen aus dem 8.–10. Jh. finden wir u. a. auch auf bei Fulda, Erfurt, Eisenach, Hersfeld und Bonn. Der Hüffertberg war zudem Standort eines noch 1341 belegten Gogerichtes.
1287 verfügte der Paderborner Bischof Otto von Rietberg eine Zusammenlegung der Peterspfarre mit der Warburg-Altstädter Kirchengemeinde, nachdem er deren ehemalige Pfarrkirche St. Maria in vinea dem Dominikanerorden übereignet hatte, gestattete aber den Altstädtern, sich eine neue Kirche zu bauen. Nach Einweihung der neuen Altstadtkirche Mariä Heimsuchung wurde die Peterskirche wieder zur selbständigen Pfarrkirche erhoben und einem bei der Peterskirche vor dem „Westerhagen“ liegenden Hospital zu St. Peter, dessen Provisoren das Patronatsrecht über die Kirche ausüben sollten, inkorporiert. Zu Beginn des 14. Jahrhunderts war dieses Hospital eine Kommende des Johanniterordens und bis 1327 mit der Kommende in Wiesenfeld verbunden. Danach wurden Kirche und Hospital von der Gerichtsbarkeit des Archidiakons eximiert und von zwei Provisoren verwaltet. Die Kirche wurde mehrfach erweitert und hatte neben dem Hauptaltar einen Heilig-Geist-Altar, einen Altar der Apostel Phillippus und Jakobus, einen Altar der Heiligen Drei Könige und einen Jodokusaltar. Unterhalb des Hüffertberges, in der Niederhüffert, bestand zudem eine dem Evangelisten Johannes geweihte Johanniskapelle. Die Bewohner der Hüffert waren im Mittelalter als Minderbürger rechtlich schlechter gestellt als die Bürger innerhalb der Mauern Warburgs, waren aber gleichwohl schosspflichtig. Sie verdienten ihren Unterhalt als Meier der Burgmannschaft, als Badstübner oder in der nahegelegenen Lehmkuhle.
Während des Dreißigjährigen Krieges wurde Warburg 1621 und 1622 durch die Truppen des Herzog Christian von Braunschweig-Wolfenbüttel belagert. Dabei wurden am 1. Januar 1622 zunächst 17 Häuser, die Johannismühle und das Siechenhaus zerstört. Anfang März wurde das Warburger Gebiet durch ligistische Truppen unter dem Kommando von Johann Jakob von Bronckhorst-Batenburg zurückerobert und die Stadt besetzt. Um dem Feind bei zukünftigen Angriffen die Deckung zu nehmen, ließ sein Oberst Otto von Blankhart 1622 alle Bäume und Hecken im Umkreis der Stadt abholzen und die noch erhaltenen restlichen Gebäude der Hüffert, darunter die Peterskirche und das Hospital, abbrechen. Die Hüffertbewohner wurden nicht in die Stadt aufgenommen, sondern mussten sich ein Unterkommen in der weiteren Umgebung suchen. Ein Wiederaufbau der Hüffert erfolgte aufgrund der kriegsbedingten Bevölkerungsverluste zunächst nicht. Noch zu Beginn des 20. Jahrhunderts wurden die Flächen ausschließlich gärtnerisch und landwirtschaftlich genutzt.
Erst ab 1920 erfolgte eine erneute Erschließung und städtebauliche Entwicklung. Entlang des vom Sacktor ausgehenden historischen Stiepenweges und der hierzu rechtwinklig angelegten Hüffertstraße entstanden ab 1923 ein neues St.-Petri-Hospital, eine Höhere Mädchenschule der Armen Schulschwestern, eine Jugendherberge und einige Einfamilienhäuser. Ab 1950 erfolgte dann eine weitere planmäßige Entwicklung und Erschließung als wichtigstes Wohngebiet der Stadt Warburg. Die Wohnsiedlungsflächen wurden in den folgenden Jahrzehnten mehrfach erweitert.